# Каменный остров

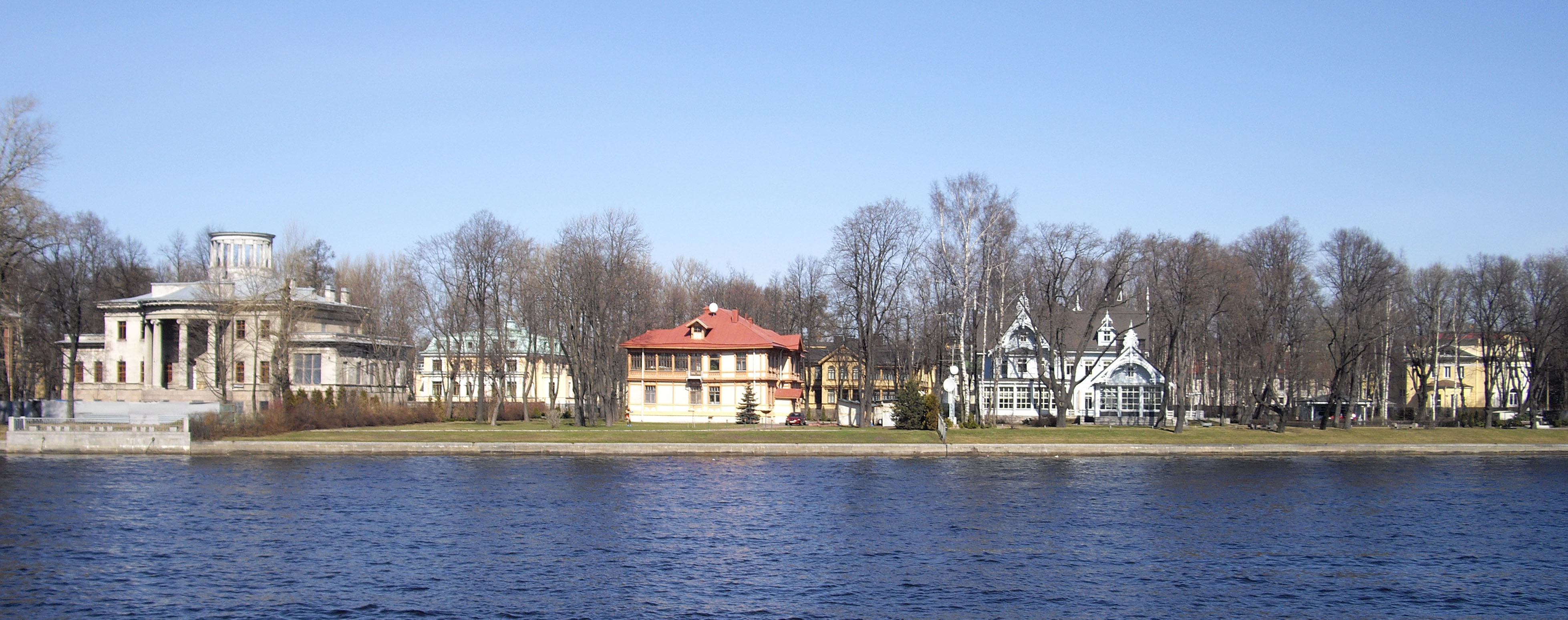
Вид с Песочной набережной на Каменный остров через Малую Невку (2011)

Ка́менный о́стров находится в дельте Невы в центре Санкт-Петербурга, в историческом районе, известном как «Острова». C 1920 года по 1989 год носил официальное наименование «о́стров Трудя́щихся». Площадь 1,06 км².
Фактически Каменный остров — это не один, а несколько островов на севере Санкт-Петербурга, разделённых каналами. Расположены между Большой и Малой Невками и речкой Крестовкой. Каменный остров насыщен историческими памятниками, усадьбами и дачами известных людей, коваными оградами и зелёными парками. Посреди одной из аллей до 1990-х годов стоял дуб, посаженный Петром Первым.

## История

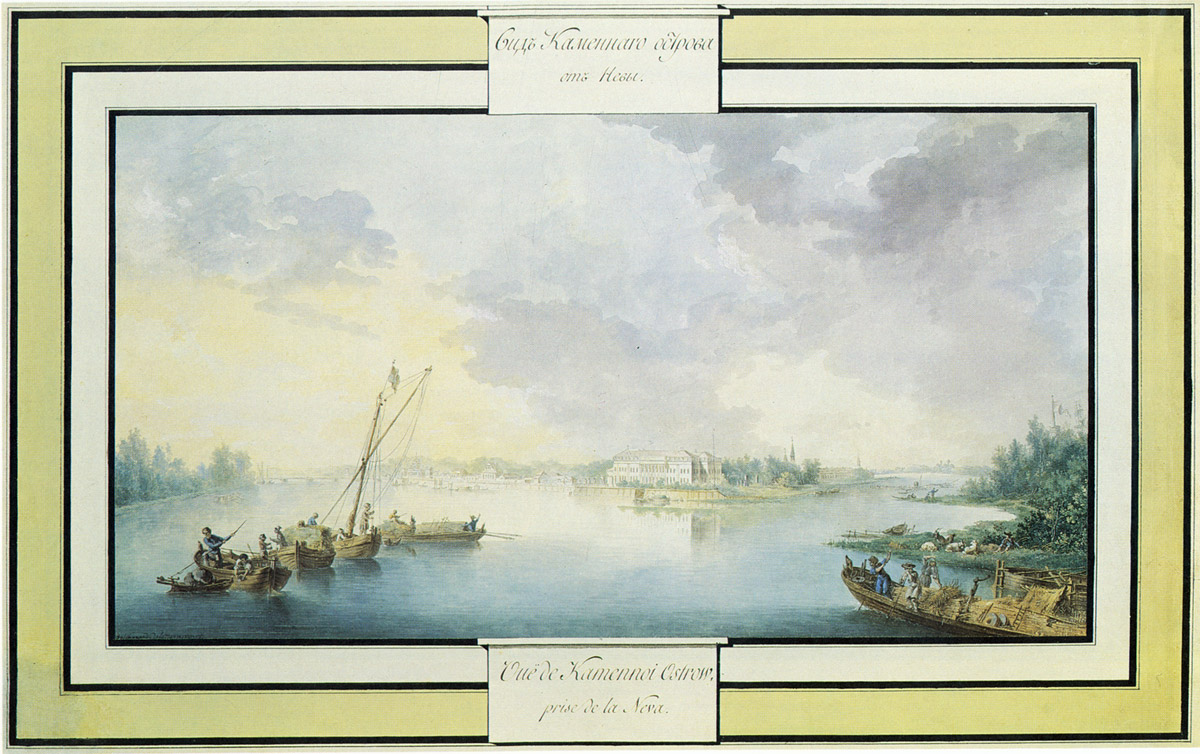
Вид Каменного острова со стороны Большой Невки. Акварель. Ж. Б. де ла Траверса. 1786 год

Легенда гласит, что напротив южного берега Каменного острова, на дне Невы, лежал исполинский камень, возвышавшийся над водой, как скала. Поэтому так остров и назвали.
Когда Санкт-Петербург только начинал строиться, Каменный остров был его далёкой окраиной. Тем не менее с самых первых лет его история связана со многими выдающимися личностями России.
В 1713 году — через 10 лет после основания города — на Каменном поселился канцлер Гавриил Головкин.
От Головкина остров перешёл к следующему канцлеру — графу Бестужеву-Рюмину, тоже личности неординарной. Новый владелец вплотную занялся островом: переселил сюда из своих малороссийских сёл сотни крестьянских семей, приказал им вычистить лес и осушить болота, а для постройки дворца на восточном мысу пригласил самого Бартоломео Растрелли. При дворце был разбит сад на французский манер, для благородной публики устраивались гуляния с маскарадами и фейерверками.

### Пригород Петербурга
В 1765 году императрица Екатерина II положила конец властвованию на острове канцлеров и вернула его в собственность императорской фамилии, подарив наследнику престола цесаревичу Павлу Петровичу. Столичная элита тут же сочла остров весьма удобным для проживания и выстроилась в очередь за высочайшим соизволением на строительство дач в соседстве с резиденцией великого князя. Дворец для Павла строил Юрий Фельтен, творец решётки Летнего сада; парк планировал не менее знаменитый Тома де Томон — автор Биржи и Ростральных колонн на Васильевском острове.
Два самых известных исторических здания стоят у самого Каменноостровского проспекта — крупнейшей магистрали острова. Эти дома были построены в эпоху царствования Павла.
Предтеченская церковь в готическом стиле поставлена в честь Чесменской победы русского флота над турецким. Церковь знаменита и тем, что вначале принадлежала Мальтийскому ордену (великим магистром которого был император); и тем, что здесь молился о победе князь Кутузов, только что назначенный в Каменноостровском дворце главнокомандующим русской армией; и тем, что в ней крестили своих детей, Наташу и Гришу, Александр и Наталия Пушкины. Длинный одноэтажный Инвалидный дом (ныне перестроенный в спортивный комплекс) предназначался для ветеранов того же сражения.
При Александре I и его младшем брате Николае I остров становится центром светской жизни. Во время очередного пика моды на Каменноостровское жильё здесь всего за 40 дней по проекту архитектора Шустова С. Л. возводят летний театр, в котором дают гастроли самые модные труппы того времени. В числе завсегдатаев театра — сам император Николай, и — в качестве непременных посетителей — офицеры квартировавшего неподалёку Конногвардейского полка.

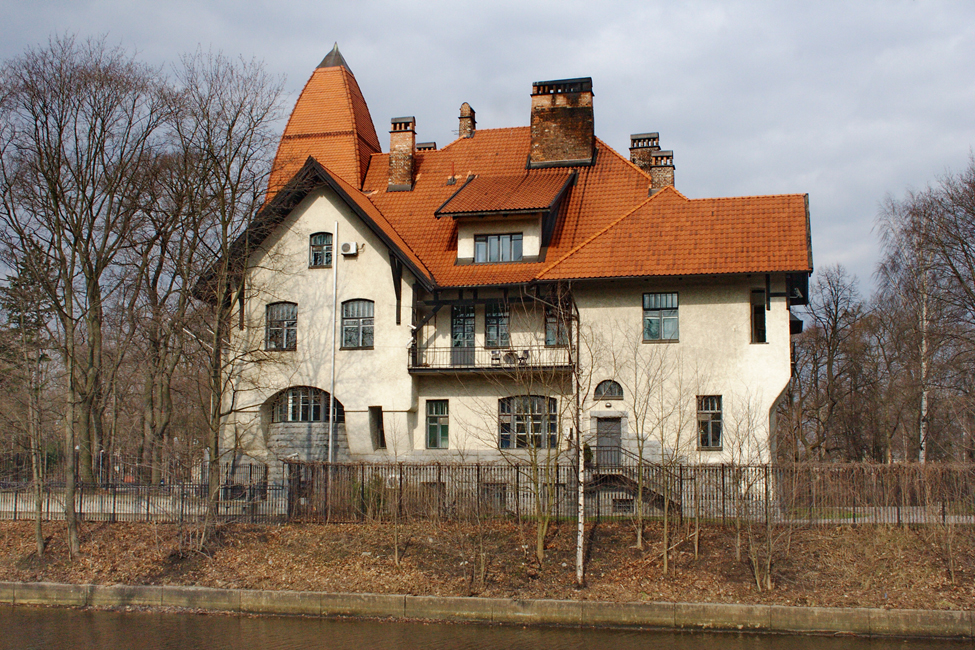
Особняк Фолленвейдера

При Николае II на острове появляются многочисленные дачи.
Здесь строят свои дома промышленник Путилов и купец Елисеев, профессор Бехтерев и адвокат Плансон, архитектор Р. Ф. Мельцер, инженер С. Н. Чаев и путешественник, основатель Харбина, инженер-путеец Н. С. Свиягин (Большая аллея, 10).

### Послереволюционный период
В 1918 году все особняки были национализированы и переданы детской колонии. К середине тридцатых годов бывшие частные особняки были объединены в комплекс номенклатурных дач. Каменный превратился в «остров глухих заборов».

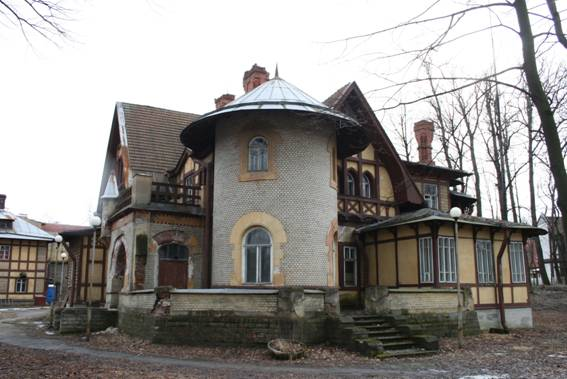
Дача Гаусвальд

В годы советской власти на Каменном располагались также несколько общедоступных санаториев. В Каменноостровском дворце располагался санаторий Министерства обороны СССР, во Дворце Половцева, особняке Фолленвейдера и других красивейших особняках располагался санаторий «Клинический». В даче Гаусвальд — санаторий Ленинградского металлического завода.
Каменный, Елагин и Крестовский острова развивались с довоенных лет в значительной мере как рекреационные зоны под общим названием Кировских островов, названных по фамилии руководителя города до декабря 1934 года Сергея Мироновича Кирова, который активно развивал город для трудящихся. Зелёная зона Каменного острова получила название парк «Тихий отдых», на Елагином острове бывшая дворянская и царская усадьба стала Центральным парком культуры и отдыха Ленинграда, а Крестовский остров стал зоной спортивных сооружений с главным городским стадионом на насыпном холме и гребным каналом, и после Великой Отечественной войны горожане разбили на нём Приморский парк Победы. Острова как исторический район города и раньше были зоной отдыха.

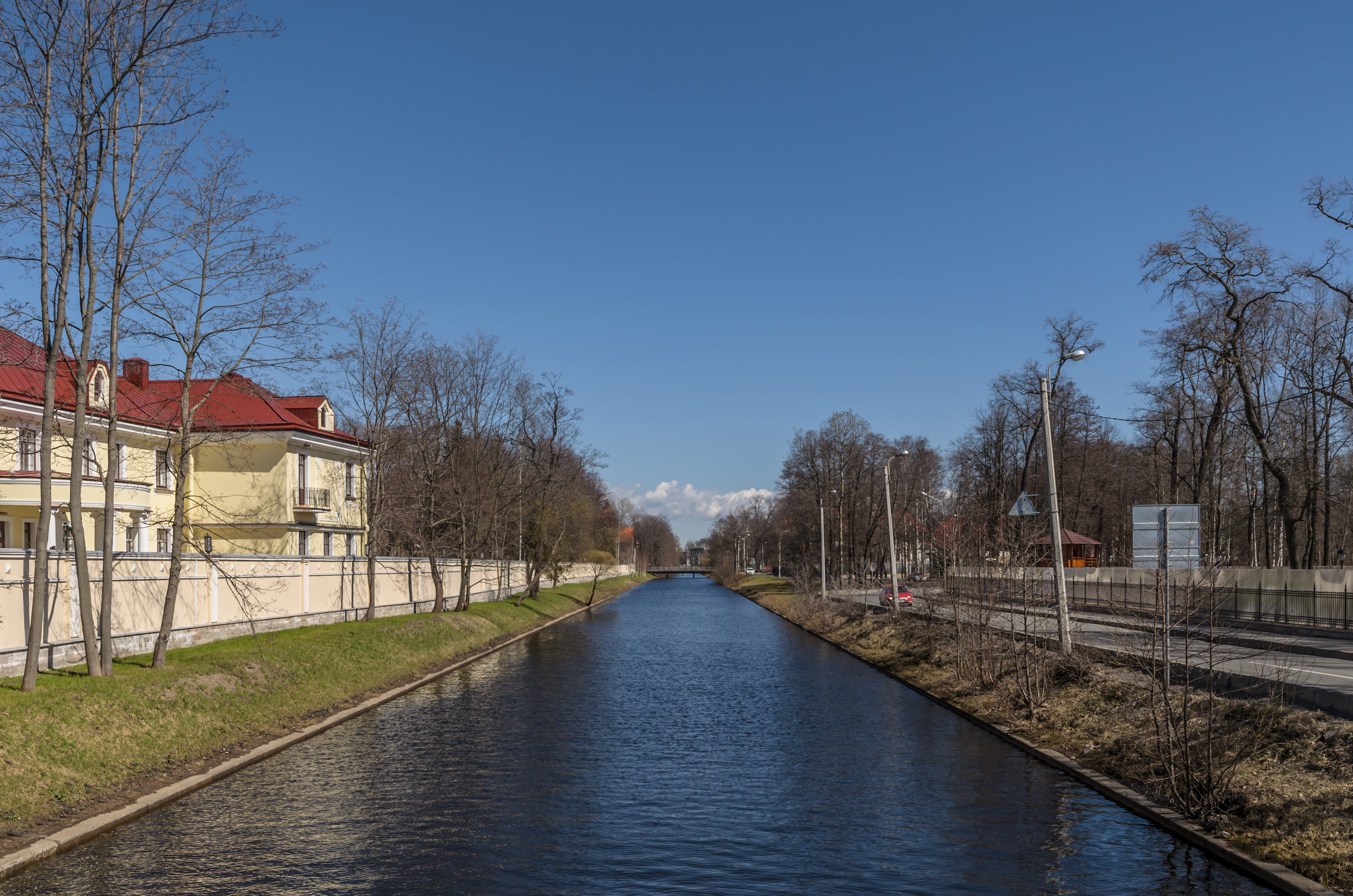
Большой канал Каменного острова

После начала Перестройки многие из этих санаториев были закрыты, некоторые особняки отданы в частные руки. В особняке Фолленвейдера с 1993 по 2010 год располагалось Генеральное консульство Дании. Дворец А. А. Половцова включен в Единый государственный реестр объектов культурного наследия (памятников истории и культуры) России. В доме княгини М. К. Кугушевой — детская школа имени художника Кустодиева. В доме, который ранее был дачей графини Клейнмихель, — Дом приёмов, подведомственный Управлению делами президента РФ. На даче Гаусвальд начались реставрационные работы.
В 2008 году, после выборов нового президента РФ, на Каменном острове произошло расширение территорий, подконтрольных Управлению делами президента РФ, в целях создания комплекса резиденций президента РФ и охраны его безопасности. Планировалось, что после реконструкции в резиденции на Каменном острове во время визитов в Петербург будет останавливаться президент РФ, и на это время въезд на Каменный остров будет ограничен. Позже было распространено утверждение, что объект с названием К-4 после реконструкции станет «Государственной гостевой резиденцией». В феврале 2012 в СМИ была опубликована информация о решении передать резиденцию в Петербурге под образовательный комплекс одарённым детям.
Уже несколько десятилетий на Каменном острове также располагается резиденция Санкт-Петербургских митрополитов.